# Dombra
La dombra (in kazako домбыра?, dombyra; in uzbeko: dambura, in tartaro e in bashkir: dumbyra; in tartaro siberiano: tumpyra o tumra; in dialetto hazaragi: danbura) è uno strumento musicale a manico lungo della famiglia dei liuti di probabile origine mongola. È dotato di due corde e viene suonato percuotendole e pizzicandole. Spesso viene suonato assieme ad altri strumenti ad arco tipici dell'Asia Centrale e della Mongolia. Lo strumento è uno dei simboli del Kazakistan, infatti è rappresentato su alcune banconote kazake.